# Charis xanthosa
Charis xanthosa är en fjärilsart som beskrevs av Hans Ferdinand Emil Julius Stichel 1910. Charis xanthosa ingår i släktet Charis och familjen Riodinidae. Inga underarter finns listade i Catalogue of Life.